# Xã Clark, Quận Perry, Indiana
Xã Clark (tiếng Anh: Clark Township) là một xã thuộc quận Perry, tiểu bang Indiana, Hoa Kỳ. Năm 2010, dân số của xã này là 1.180 người.